# Стерех (приток Малого Иргиза)
Стерех — река в Духовницком районе Саратовской области, правый приток Малого Иргиза. Длина — 63 километра, водосборная площадь — 492 квадратных километра.

## География
Стерех проистекает в левобережье Волги на севере Саратовской области у западного склона Орловского увала. От истока русло реки берёт северо-западное направление, которое меняется через 10 километров на юго-западное. Стерех соединяется с Малым Иргизом в большом заливе, образовавшемся в месте его впадения в Волгу (Саратовское водохранилище) на 1974 километре её течения.
В долине реки встречаются солонцы, в своём нижнем течении она проводит западную границу охотничьего хозяйства «Духовницкое», судоходной не является.

### Населённые пункты
Стерех берёт начало у села Левенка и протекает по территории Духовницкого района через сёла Липовка, Озерки, Росляково, Александровка, Горяиновка и Софьинка, в 4 километрах южнее которой впадает в Малый Иргиз.